# Кудерметова, Полина Эдуардовна
Полина Эдуардовна Кудерме́това (род. 4 июня 2003, Москва) — российская теннисистка. Финалистка одного турнира WTA в одиночном разряде и финалистка одного турнира WTA 125 в парном разряде; победительница одиннадцати турниров ITF (9 — в одиночном разряде).

## Биография
Отец Эдуард — хоккеист, двукратный чемпионом России. После окончания игровой карьеры плотно связан[уточнить] с теннисом. Старшая сестра Вероника также теннисистка.
Юниорские турниры
В 2014 год стала привлекаться к международным соревнованиям. В 2017 вышла в полуфинал турнира в Тарбе, уступив будущей чемпионке Марии Тимофеевой. В том же году Кудерметова и Тимофеева играли за сборную России в командном кубке среди четырнадцатилетних и уступили на этой стадии сборной США с Кори Гауфф. В 2018-м и 2019-м годах Кудерметова и Оксана Селехметьева на аналогичном турнире среди шестнадцатилетних оба раза уступали на этой стадии: сначала Украине, а затем Чехии, за которую в тот год играла Линда Носкова. Кудерметова получила звание мастера спорта. В соревнованиях среди старших юниоров выиграла несколько второстепенных титулов, а на турнирах Большого шлема её лучшим результатом стал полуфинал на осеннем Открытом чемпионате Франции 2020-го года, где она уступила Алине Чараевой. Дважды Кудерметова доходила до поздних стадий на соревнованиях серии в паре: на Уимблдоне в 2019-м и 2021-м годах — и оба раза её команда уступала в полуфинале. 4 января 2021 года Кудерметова достигла пика в юниорском рейтинге, заняв четвёртую строчку.
Одиночные турниры
Кудерметова дебютировала силы в протуре в 2018 году. Несколько лет прошло на очень небольших[уточнить] турнирах и лишь к концу 2022 удалось начать постепенно подниматься в рейтинге. Осенью на грунте впервые выиграла матч у действующего игрока топ-200 — Снигур, а также дошла до финала на 60-тысячнике. Через год Кудерметова вошла в топ-200 и закрепилась на этом уровне; на Australian Open с первой попытки преодолела квалификацию турнира Большого шлема. Осенью впервые обыграла игрока топ-100: на турнире в Сеуле справившись с Алисией Паркс. Год играла на турнирах ITF и WTA 125 и только к новому турниру в Сеуле[уточнить] Кудерметова вновь появилась в основной сетке турниров WTA — вышла в четвертьфинал, а затем играла в Барселоне, Мериде и Дубае, поднявшись к декабрю на 106-ю строчку рейтинга.
Следующий год начался с удачной серии в Австралии: в Брисбене Кудерметова из квалификации вышла в финал основной сетки местного WTA 500, впервые обыграв топ-10 — Касаткину и уступив только действующему лидеру рейтинга Соболенко. Следом Кудерметова прервала серию поражений в квалификациях турниров Большого шлема, пройдя отбор в Мельбурне.
Парные турниры
Кудерметова менее чем сестра проявила себя в парном туре. После нескольких титулов в туре ITF, в октябре 2024 вместе с Алиной Корнеевой пробилась в финал турнира в Тампико.
Командные и национальные турниры
Как и сестра, совмещала выступления в туре ITF с национальным туром. В рамках этого соревнования Кудерметова в 2022-м году выиграла чемпионат России. В 2024 федерация привлекла Кудерметову к играм БРИКС: она и Елена Приданкина совместными усилиями взяли чемпионский кубок местного небольшого женского турнира.

## Итоговое место в рейтинге WTA по годам
| Год  | Одиночный рейтинг | Парный рейтинг |
| 2024 | 117               | 345            |
| 2023 | 157               | 421            |
| 2022 | 218               | 410            |
| 2021 | 571               | 945            |
| 2020 | 791               | -              |
| 2019 | 958               | -              |

## Выступления на турнирах

### Финалы турнировWTAв одиночном разряде (1)

#### Поражения (1)
| Легенда:                   |
| -------------------------- |
| Турниры Большого шлема (0) |
| Олимпиада (0)              |
| Итоговый чемпионат (0)     |
| WTA 1000 (0)               |
| WTA 500 (0)                |
| WTA 250 (0)                |

| Титулы по покрытиям | Титулы по месту проведения матчей турнира |
| ------------------- | ----------------------------------------- |
| Хард (0)            | Зал (0)                                   |
| Грунт (0)           | Зал (0)                                   |
| Трава (0)           | Открытый воздух (0)                       |
| Ковёр (0)           | Открытый воздух (0)                       |

| №  | Дата          | Турнир             | Покрытие | Соперница в финале | Счёт        |
| 1. | 5 января 2025 | Брисбен, Австралия | Хард     | Арина Соболенко    | 6-4 3-6 2-6 |

### Финалы турнировWTA 125иITFв одиночном разряде (13)

#### Победы (9)
| Легенда:                  |
| ------------------------- |
| WTA 125 (0)               |
| 100.000 USD (0)           |
| 80.000 USD (0)            |
| 60.000 USD (0+1)          |
| 50.000 (40.000) USD (2+1) |
| 35.000 (25.000) USD (3)   |
| 15.000 USD (4)            |

| Титулы по покрытиям | Титулы по месту проведения матчей турнира |
| ------------------- | ----------------------------------------- |
| Хард (8+1)          | Зал (4+1)                                 |
| Грунт (1+1)         | Зал (4+1)                                 |
| Трава (0)           | Открытый воздух (5+1)                     |
| Ковёр (0)           | Открытый воздух (5+1)                     |

| №  | Дата            | Турнир             | Покрытие   | Соперница в финале     | Счёт        |
| 1. | 22 декабря 2019 | Анталья, Турция    | Хард       | Джорджия-Андрея Крэчун | 6-4 3-6 6-3 |
| 2. | 14 февраля 2021 | Анталья, Турция    | Грунт      | Марта Кустич           | 6-2 1-6 6-3 |
| 3. | 28 ноября 2021  | Казань, Россия     | Хард (зал) | Нигина Абдураимова     | 7-5 3-6 6-4 |
| 4. | 23 января 2022  | Казань, Россия     | Хард (зал) | Анастасия Ковалёва     | 6-0 6-4     |
| 5. | 19 июня 2022    | Раанана, Израиль   | Хард       | Мария Тимофеева        | 4-6 6-4 7-5 |
| 6. | 30 октября 2022 | Стамбул, Турция    | Хард (зал) | Татьяна Прозорова      | 6-3 6-1     |
| 7. | 6 ноября 2022   | Иерусалим, Израиль | Хард       | Екатерина Рейнгольд    | 6-1 6-1     |
| 8. | 5 марта 2023    | Астана, Казахстан  | Хард (зал) | Дарья Астахова         | 6-2 6-3     |
| 9. | 4 февраля 2024  | Индаур, Индия      | Хард       | Далила Якупович        | 3-6 6-2 6-0 |

#### Поражения (3)
| №  | Дата            | Турнир                             | Покрытие | Соперница в финале | Счёт           |
| 1. | 7 августа 2022  | Сан-Бартоломе-де-Тирахана, Испания | Грунт    | Аранча Рус         | 3-6 6-3 1-6    |
| 2. | 1 сентября 2024 | Олдензал, Нидерланды               | Грунт    | Ханне Вандевинкель | 6-4 2-6 6-7(3) |
| 3. | 8 декабря 2024  | Дубай, ОАЭ                         | Хард     | Джоди Бёррэдж      | 3-6 3-6        |

#### Несыгранные (1)
| №  | Дата            | Турнир          | Покрытие | Соперница в финале  |
| 1. | 13 декабря 2020 | Анталья, Турция | Грунт    | Андрея-Амалия Рошка |

### Финалы турнировWTA 125иITFв парном разряде (6)

#### Победы (2)
| №  | Дата            | Турнир               | Покрытие   | Партнёрша          | Соперницы в финале          | Счёт           |
| 1. | 12 марта 2023   | Астана, Казахстан    | Хард (зал) | Анастасия Тихонова | Хан Нарэ Чан Су Джон        | 2-6 6-3 [10-7] |
| 2. | 1 сентября 2024 | Олдензал, Нидерланды | Грунт      | Екатерина Макарова | Фрея Кристи Юлиана Лисарасо | 6-4 1-6 [10-7] |

#### Поражения (4)
| №  | Дата            | Турнир             | Покрытие | Партнёрша           | Соперницы в финале                  | Счёт           |
| 1. | 24 апреля 2022  | Монастир, Тунис    | Хард     | Софья Лансере       | Эстель Касино Жессика Понше         | 0-6 6-4 [7-10] |
| 2. | 12 июня 2022    | Тбилиси, Грузия    | Хард     | Софья Лансере       | Ангелина Габуева Анастасия Захарова | 4-6 3-6        |
| 3. | 6 ноября 2022   | Иерусалим, Израиль | Хард     | Екатерина Рейнгольд | Ли Бэйцзи София Шапатава            | 2-6 4-6        |
| 4. | 27 октября 2024 | Тампико, Мексика   | Хард     | Алина Корнеева      | Ребекка Марино Кармен Корли         | 3-6 3-6        |